# Synallaxe à dos marron
Phacellodomus dorsalis
Espèce
Statut de conservation UICN

 VU  : Vulnérable
Le Synallaxe à dos marron (Phacellodomus dorsalis) est une espèce d'oiseaux de la famille des Furnariidae.
Cet oiseau est endémique du Pérou.